# Pasirmukti (Cineam)
Pasirmukti is een bestuurslaag in het regentschap Tasikmalaya van de provincie West-Java, Indonesië. Pasirmukti telt 2621 inwoners (volkstelling 2010).